# Weinberg (Mainaschaff)
Der Weinberg, auch Kapellenberg genannt, ist ein 144 m ü. NHN hoher Berg im Landkreis Aschaffenburg bei Mainaschaff in Bayern.

## Geographie

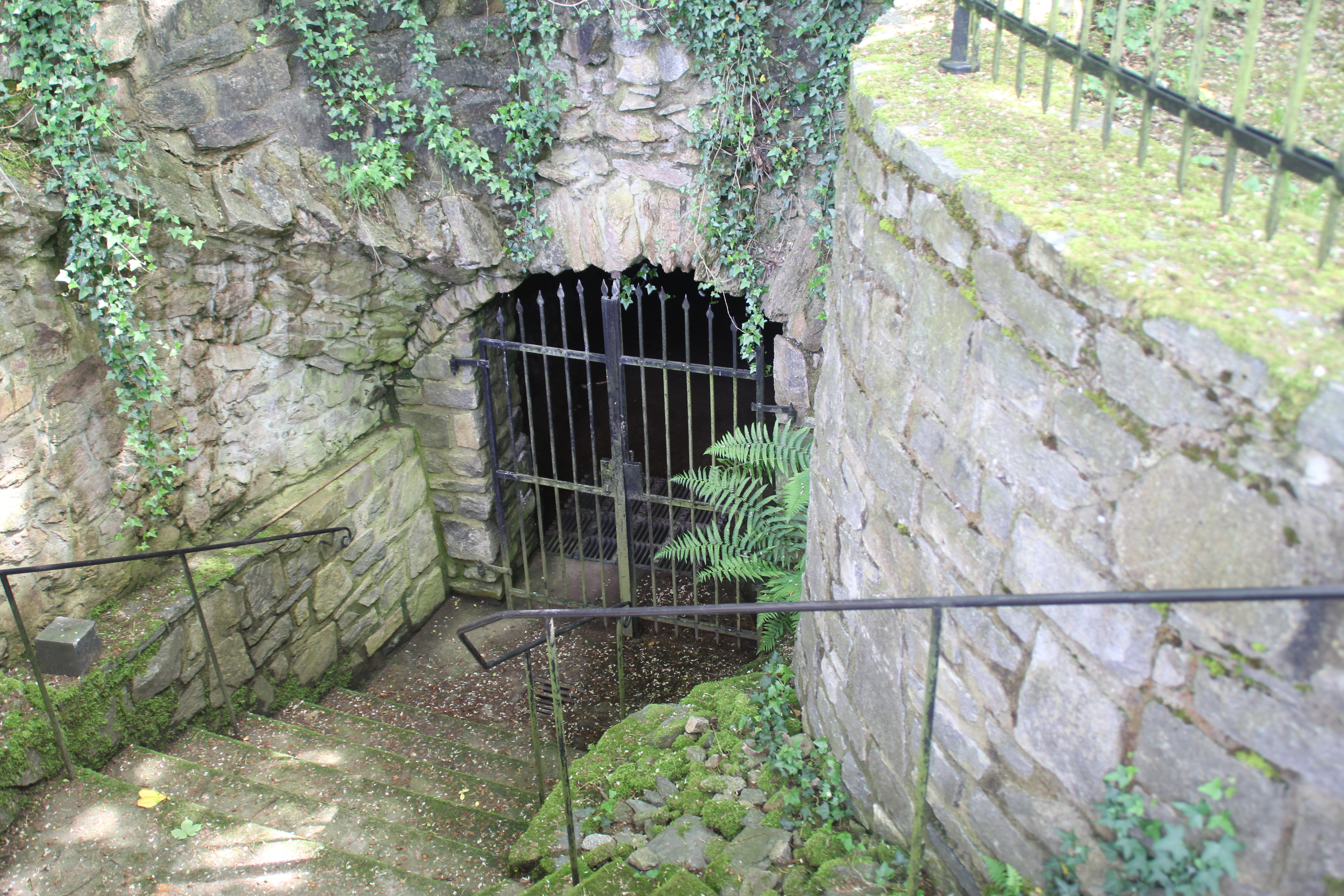
Mariengrotte in einem Felsenkeller auf dem Weinberg

Der Weinberg liegt an den Ausläufern des Spessarts westlich von Aschaffenburg, am nordöstlichen Ortsrand von Mainaschaff, zwischen der Bundesautobahn 3 und der Bundesstraße 8. Unterhalb verlaufen die Trasse der Main-Spessart-Bahn, der Hennertsgraben und eine kleine Verbindungsstraße zwischen Strietwald und Kleinostheim. Auf dem Gipfel steht die Marienkapelle und etwas unterhalb ein Mobilfunkmast. Von Westen her führt ein Kreuzweg auf den Berg.
Der Weinberg erhebt sich aus seiner Umgebung um etwa 28 m. Im Nordosten steigt das Gelände leicht zu den Ausläufern des Scheuerberges (230 m) am Rande der Steinbachschlucht.

## Geschichte

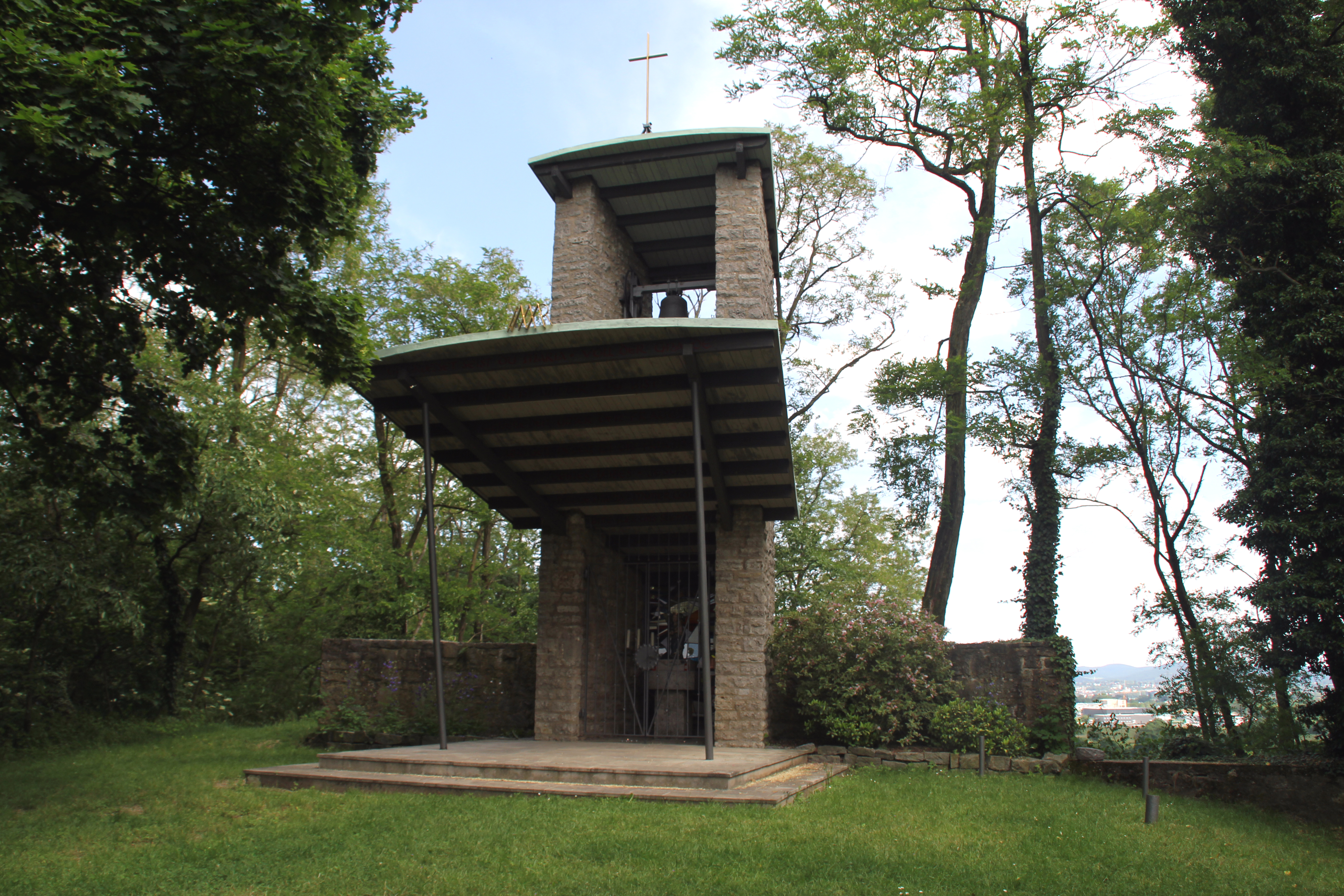
Marienkapelle auf dem Gipfel des Weinberges

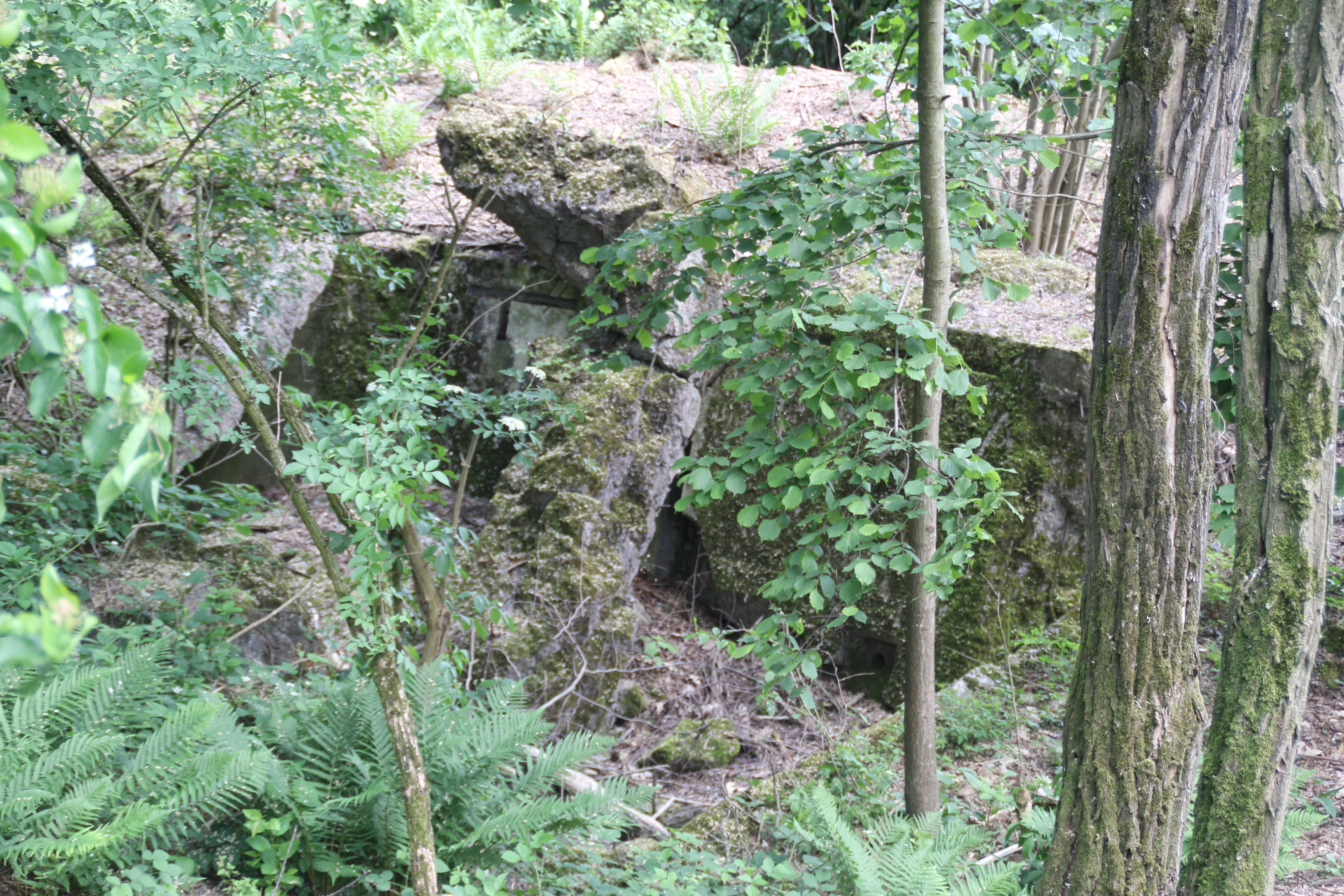
Gesprengter Bunker der ehemaligen Wetterau-Main-Tauber-Stellung am Weinberg

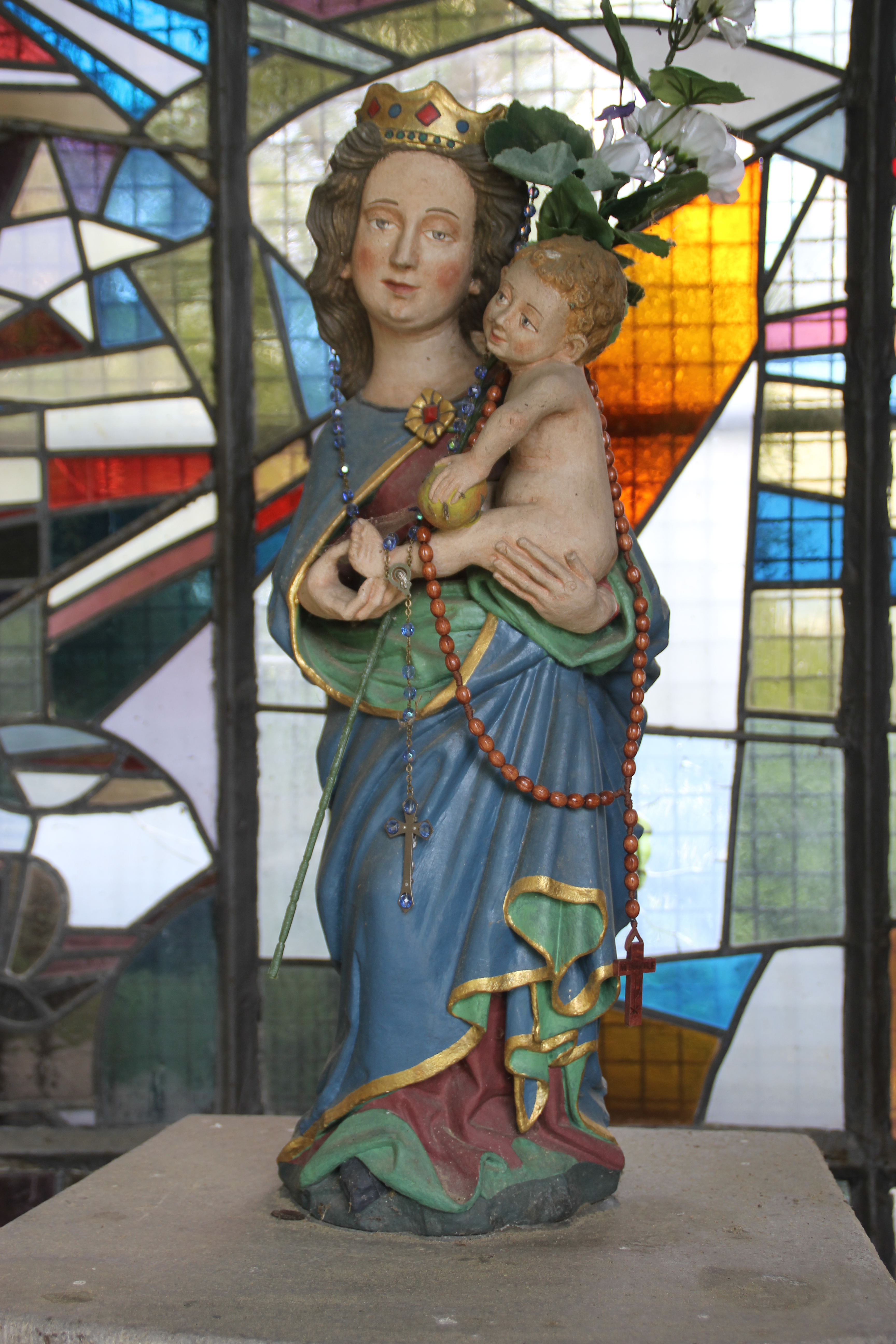
Muttergottesstatue in der Kapelle

Auf der ältesten Karte der Region, der Spessartkarte von Paul Pfinzing von 1594, sind an diesem Berg schon Rebhänge von etwa 5 ha verzeichnet. Neben den Weinbergen bei Klingenberg, war der Mainaschaffer Weinberg der einzige Ort im Spessart, an dem Wein angebaut wurde. Überliefert ist der Mainaschaffer Weinbau seit 1259, als an das Stift St. Peter und Alexander 1000 Liter Wein abgegeben werden musste. Zwischen 1836 und 1807 schrumpften die Anbauflächen auf einen Hektar. Mit dem Auftreten der Reblaus wurde der Weinanbau am Mainaschaffer Weinberg aufgegeben. Im Jahr 2005 begann man mit der Rekultivierung der Rebhänge. 2008 wurde zum ersten Mal seit 100 Jahren wieder Mainaschaffer Wein ausgeschenkt.
1867 wurde auf dem Weinberg eine Kapelle errichtet. Sie war durch die karge Vegetation auf dem Gipfel schon von weitem sichtbar und wurde 1954 durch ein neues Gotteshaus ersetzt. Der Grundstein des Vorgängerbaus ist heute in die Mauer der neuen Kapelle eingelassen. Die Marienkapelle (Lourdeskapelle), die aus einem acht Meter hohen Turm aus Muschelkalksteinen besteht, ist ein Wallfahrtsort und oft das Ziel zahlreicher großer Prozessionen. Auf der Spitze des Turms ist ein 1,80 m hohes Kreuz angebracht. Im Innern des Gotteshauses befindet sich eine von Anwohnern gestiftete Muttergottesstatue. Es führt ein im Jahre 1890 eingeweihter Kreuzweg auf den Gipfel zur Kapelle. Die Stationen bestehen aus Buntsandstein. Sie wurden 1954 und 1996 restauriert.
Im Jahr 1981 stieß man bei Grabungsarbeiten auf ein unterirdisches Mauerwerk und schließlich auf einen Felsenkeller im Gneisgestein. Er wurde 1995 zu einer Mariengrotte (Maria, Königin des Friedens) umgestaltet.
Kurz vor dem Zweiten Weltkrieg erbaute man auf dem Weinberg, ähnlich wie auf dem in der Nähe liegenden Bischberg, Bunkeranlagen der Wetterau-Main-Tauber-Stellung. Es wurden fünf Stahlbetonbunker errichtet. Später baute man noch Kampfstellungen, Lauf- und Schützengräben. Die Bunker wurden nach dem Krieg gesprengt.